# Яковлев, Дмитрий Николаевич
Дми́трий Никола́евич Я́ковлев (27 октября 1918, дер. Попова Гора, Псковская губерния — 3 августа 1978, Республика Коми) — советский военнослужащий, участник Великой Отечественной войны; наводчик 76-миллиметровой пушки 1339-го стрелкового полка 318-й стрелковой дивизии Отдельной Приморской армии 4-го Украинского фронта, младший сержант.

## Биография
Родился 27 октября 1918 года в деревне Попова Гора (ныне — Псковского района Псковской области) в семье крестьянина. Русский. Образование неполное среднее. Работал на заводе в городе Ленинграде.
В Красной Армии с 1939 года. Участник Великой Отечественной войны с июня 1941 года.
Наводчик 76-миллиметровой пушки 1339-го стрелкового полка младший сержант Дмитрий Яковлев в боях на плацдарме на Керченском полуострове в марте 1944 года с бойцами расчёта прямой наводкой уничтожил три огневые точки противника, позволив нашим бойцам занять вражеские траншеи. Указом Президиума Верховного Совета СССР от 4 апреля 1944 года «за образцовое выполнение заданий командования в боях с немецко-фашистскими захватчиками» младший сержант Яковлев Дмитрий Николаевич награждён орденом Славы 3-й степени.
7 мая 1944 года в боях на высоте Безымянная на подступах к городу Севастополь Дмитрий Яковлев вместе с бойцами подавил противотанковую пушку и два пулемёта. 8 мая 1944 года в бою за высоту Горная Дмитрий Яковлев в составе расчёта, ведя огонь прямой наводкой, уничтожил большое количество гитлеровцев.
Указом Президиума Верховного Совета СССР от 13 сентября 1944 года «за образцовое выполнение заданий командования в боях с немецко-фашистскими захватчиками» младший сержант Яковлев Дмитрий Николаевич награждён орденом Славы 2-й степени.
В последующих боях за город Севастополь в мае 1944 года Дмитрий Яковлев в составе того же полка, дивизии, армии с бойцами расчёта вывел из строя противотанковую пушку противника, два пулемёта и свыше десяти автоматчиков, за что 25 мая 1944 года награждён орденом Славы 3-й степени.
Указом Президиума Верховного Совета СССР от 17 февраля 1970 года «за образцовое выполнение заданий командования в боях с немецко-фашистскими захватчиками» Яковлев Дмитрий Николаевич перенаграждён орденом Славы 1-й степени, став полным кавалером ордена Славы.
В 1945 году Д. Н. Яковлев демобилизован из рядов Красной Армии. Жил в городе Печоре Республики Коми. Работал слесарем в локомотивном депо. Скончался 3 августа 1978 года.
Награждён орденами Славы 1-й, 2-й и 3-й степеней, медалями.
В 2006 году в городе Печоре, на доме где жил герой, установлена мемориальная доска.